# Liste der Naturdenkmale in Herforst
Die Liste der Naturdenkmale in Herforst nennt die im Gemeindegebiet von Herforst ausgewiesenen Naturdenkmale (Stand 4. April 2024).

## Naturdenkmale
| Nr.         | Bezeichnung          | Lage                                    | Beschreibung | Bild                                    |
| ----------- | -------------------- | --------------------------------------- | ------------ | --------------------------------------- |
| ND-7232-539 | Eiche beim Wegekreuz | westlich des Ortes; Flur Rosenwies Lage | Quercus sp.  | Direkt Bild zu diesem Denkmal hochladen |